# Морварид Петрокемикал
27°34′42″ с. ш. 52°31′33″ в. д.
Компания «Морварид Петрохимикал» (перс. شرکت پتروشیمی مروارید‎) — иранское предприятие в области нефтехимии, расположенное в Особой экономической зоне Южного Парса в районе Асалуйех в провинции Бушер.

## История
Проект «Пятый олефинный комплекс», позже переименованный в компанию «Морварид Петрохимикал», стал одной из инициатив, одобренных в рамках Третьего пятилетнего плана развития Ирана. Проект был передан Национальной нефтехимической компании Ирана (NPC), чтобы избежать ненужного сжигания попутного газа, добываемого с нефтяных месторождений на континентальном шельфе Ирана. Изначально проект назывался «Харг олефинный нефтехимический комплекс», но в 2005 году был переименован в «Морварид Петрохимикал», чтобы избежать путаницы с компанией «Харг Петрохимикал». Комплекс планировался для строительства на острове Харк, но из-за задержек в завершении установки по переработке природного газового конденсата (NGL), которая должна была быть основным источником сырья, проект был перенесен в Фазу II Особой экономической зоны Южного Парса в Асалуйехе. Строительство комплекса «Морварид Петрохимикал» началось в конце 2005 года на участке площадью 20 гектаров. Строительные работы были поручены консорциуму, в состав которого вошли французская компания Technip Energies и иранская компания Nargan. Первая очередь комплекса была введена в эксплуатацию 28 июля 2010 года на церемонии, где присутствовал президент Ирана Махмуд Ахмадинежад.

## Производственные мощности
Компания «Морварид Петрохимикал» управляет двумя производственными единицами по производству этилена и этиленгликоля. Мощности по производству этилена составляют 500 000 тонн в год, из которых 340 000 тонн используются в качестве сырья для завода по производству этиленгликоля. Оставшиеся 160 000 тонн продаются внешним покупателям. Поставки этилена осуществляются в объеме 650 000 тонн этана в год из других фаз Особой экономической зоны Южного Парса. Завод по производству этиленгликоля производит 500 000 тонн моноэтиленгликоля (MEG), 50 000 тонн диэтиленгликоля (DEG) и 3 400 тонн триэтиленгликоля (TEG) ежегодно. Все три продукта производятся в жидкой форме. Сырьем для производства служат 340 000 тонн этилена, поставляемого с производственной линии компании, и 368 000 тонн кислорода, поставляемого компанией «Дамаванд Петрохимикал». Компания «Морварид Петрохимикал» производит 35% от общего объема моноэтиленгликоля (MEG) в Иране и 6% от производства этилена.

## Собственность
Изначально Национальная нефтехимическая компания Ирана, государственное предприятие, полностью владела компанией «Морварид Петрохимикал». Однако 7 августа 2010 года иранское правительство передало более 40% акций компании в руки «Петрофарханг» — холдинговой компании, принадлежащей сотрудникам Министерства образования Ирана, в счет погашения государственных долгов. Сегодня крупнейшими акционерами компании являются «Петрофарханг» (Резервный фонд сотрудников Министерства образования Ирана) и TAPPICO (дочерняя компания Социального обеспечения Ирана).

## Санкции
В конце октября 2020 года Министерство финансов США ввело санкции против восьми иранских предприятий, включая «Морварид Петрохимикал» и «Арию Сасол Петрохимикал», за их участие в закупке и продаже иранских нефтехимических продуктов.